# Уильямс, Кристания
Криста́ния Уи́льямс (англ. Christania Williams; род. 17 октября 1994, Сент-Мэри, Мидлсекс, Ямайка) — ямайская легкоатлетка, специализирующаяся в спринтерском беге. Серебряный призёр Олимпийских игр 2016 года в эстафете 4×100 метров.

## Биография
Впервые заявила о себе на юношеском чемпионате мира 2011 года, где стала третьей в беге на 100 метров и выиграла золото в шведской эстафете 100+200+300+400 метров с высшим мировым достижением среди девушек до 18 лет.
После окончания школы начала тренироваться в клубе MVP Track & Field Club под руководством Стивена Фрэнсиса. Из-за травм и высокой конкуренции в сборной Ямайки долгое время не могла пройти внутренний отбор на главные международные старты.
В 2016 году впервые пробежала 100 метров быстрее 11 секунд — 10,97. С этим временем она заняла третье место на чемпионате Ямайки, которое позволило ей поехать на Олимпийские игры. В Рио-де-Жанейро пробилась в финал в беге на 100 метров (где стала восьмой), а в эстафете 4×100 метров завоевала серебро (Ямайка уступила только сборной США).
Училась в Технологическом университете в Кингстоне по специальности «Туризм».

## Основные результаты
| Год  | Турнир                       | Место проведения         | Дисциплина        | Место | Результат |
| ---- | ---------------------------- | ------------------------ | ----------------- | ----- | --------- |
| 2011 | Чемпионат мира среди юношей  | Лилль, Франция           | 100 м             | 3-е   | 11,63     |
| 2011 | Чемпионат мира среди юношей  | Лилль, Франция           | шведская эстафета | 1-е   | 2.03,42   |
| 2012 | Чемпионат мира среди юниоров | Барселона, Испания       | эстафета 4×100 м  | —     | DNF       |
| 2016 | Олимпийские игры             | Рио-де-Жанейро, Бразилия | 100 м             | 8-е   | 11,80     |
| 2016 | Олимпийские игры             | Рио-де-Жанейро, Бразилия | эстафета 4×100 м  | 2-е   | 41,36     |